# کلرادو سیتی (تگزاس)
کلرادو سیتی، تگزاس(به انگلیسی: Colorado City, Texas) شهری در ایالت تگزاس از ایالات جنوبی ایالات متحده آمریکا است. در سرشماری سال ۲۰۰۰، جمعیت این شهر ۴۲۸۱ نفر اعلام شد.

## نگارخانه

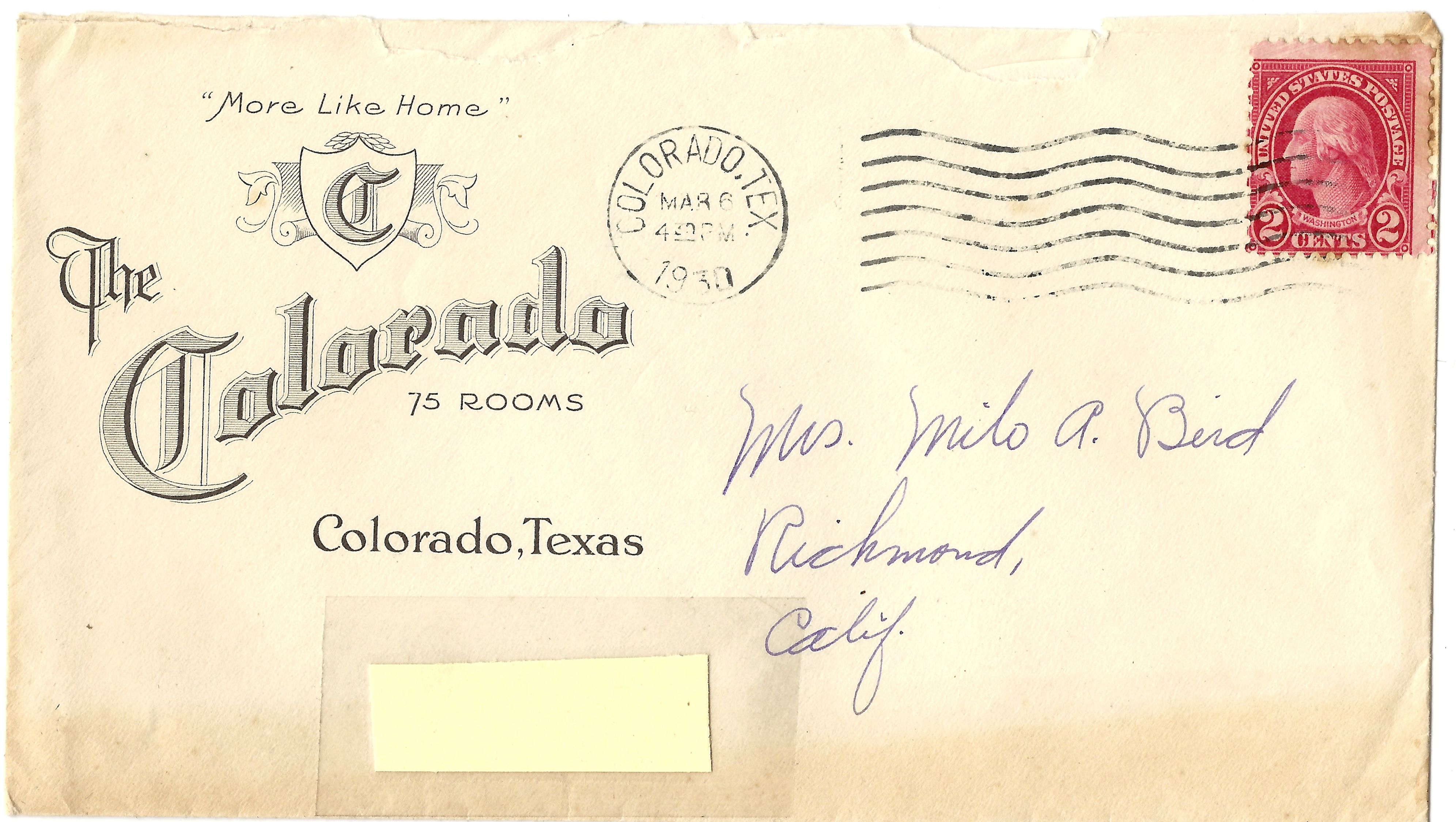